# Пилгрим II фон Пуххайм
Пилгрим II фон Пуххайм (на немски: Pilgrim II von Puchheim; * ок. 1330; † 5 април 1396, Залцбург) е княжески архиепископ на Залцбург (1365 – 1396).

## Живот
Той е син на Пилгрим II/IV фон Пуххайм († 1341/1343), главен трушсес в Австрия, и първата му съпруга Елизабет фон Щубенберг, дъщеря на Улрих фон Щубенберг-Капфенберг-Гутенберг и графиня Елизабет фон Пфанберг († 1301), дъщеря на граф Хайнрих фон Пфанберг. Баща му Пилгрим IV се жени втори път през 1317 г. за Кунигунда Щукхс фон Траутмансторф († 1325). Внук е на Алберо II фон Пуххайм († 1308) и съпругата му Агнес фон Либенщайн, племенница на епископа на Пасау, Ото фон Лонсдорф (1254 – 1265). Брат му Алберт III фон Пуххайм († 1383/1384) e държавник и дипломат.
Пилгрим II е от 1353 г. домхер в Залцбург. През 1365 г. е избран от катедралния капител за архиепископ на Залцбург. Папа Урбан V го одобрява на 7 януари 1366 г. Той също е администратор на Берхтесгаден (1393 – 1396).
Пилгрим II сключва през 1366 г. примирие с Бавария и през 1367 г. подновявя съюза с Австрия. Той е патрон на литературата и музиката.